# Trimetilaluminij
Trimetilaluminij je organokovinska spojina s  formulo Al2(CH3)6 ali skrajšano Al2Me6, (AlMe3)2 ali TMA. Je samovnetljiva brezbarvna tekočina in industrijsko pomembna organoaluminijeva spojina. Pri izparevanju na zraku se belo dimi, ker se pri tem tvori aluminijev oksid (Al2O3).

## Struktura in vezi
Pri sobni temperaturi in tlaku je trimetilaluminij večinoma dimer Al2Me6 z enako zgradbo in vezmi kot diboran. Molekule so povezane  dvema dvoelektronskima trisrediščnima vezema. Mostove med dvema aluminijevima atomoma tvorijo skupne metilne skupine. Končne in premostitvene vezi Al-C so dolge 1,97 oziroma 2,14 Å. Ogljikovi atomi premostitvenih metilnih skupin so obdani s petimi sosedi – tremi vodikovimi in dvema aluminijevima atomoma. Metilne skupine se zlahka menjujejo tako znotraj molekule kot med sosednjim molekulami. 
Dvoelektronske  trisrediščne vezi  imajo pomanjkanje elektronov in so zato nagnjene k reakcijam z Lewisovimi bazami,  s katerimi dajejo produkte z dvoelektronskimi dvosrediščnimi vezmi. Po obdelavi z amini, na primer, nastanejo adukti R3N-AlMe3. Druga reakcija, ki daje produkte, skladne s spravilom okteta, je reakcija Al2Me6 z aluminijevim kloridom (AlCl3), v kateri nastane (AlMe2Cl)2.
Monomerni aluminijev klorid, v katerem so na Al atom vezane na tri metilne skupine, je obstojen pri visoki temperaturi in nizkem tlaku. Teorija o odboju valenčnih elektronov predvideva, elektronska difrakcija pa potrjuje trikotno ravninsko simetrijo, kakršno ima trimetilbor (BMe3).

## Sinteza in uporaba
TMA se pripravlja po dvostopenjskem postopku, ki se lahko opiše z naslednjo skupno reakcijo:
2 Al + 6 CH3Cl + 6 Na → Al2(CH3)6 + 6 NaCl
Uporablja se predvsem za proizvodnjo metilaluminooksana, aktivatorja za Ziegler-Nattova katalizatorje za polimerizacijo olefinov. Uporablja se tudi kot agens za metiliranje. Iz njega je pripravljen na primer Tebbejev reagent, ki se uporablja za metileniranje estrov in ketonov. V meteoroloških raketah se uporablja kot sledilno sredstvo za preučevanje vzorcev vetrov z gornjih slojih ozračja. V proizvodnji polprevodnikov se uporablja za proizvodnjo tankih prevlek Al2O3.
S terciarnim aminom DABCO (1,4-diazabiciklo[2.2.2]oktan) tvori komplekse, ki so varnejši za ravnanje kot sam TMA.
V kombinaciji s Cp2ZrCl2 (zirkonen diklorid) tvori vinil aluminijeve spojine, ki so v organskih sintezah uporabne v tako imenovanih karboaluminacijah.
NASA je v odpravi ATREX uporabljala TMA za sledenje in preučevanje reakcijskega curka v gornjih slojih ozračja.